# سیم کوون-هو
سیم کوون-هو (به هانگول: 심권호؛ زادهٔ ۱۰ اکتبر ۱۹۷۲) کشتی‌گیر بازنشستهٔ اهل کره جنوبی است که در دسته‌های ۴۸ و ۵۴ کیلوگرم کشتی فرنگی رقابت می‌کرد. او با کسب دو مدال طلای بازی‌های المپیک (۱۹۹۶، ۲۰۰۰) یکی از موفق‌ترین کشتی‌گیران رشتهٔ فرنگی و تنها کشتی‌گیر کره‌ای است که به این رکورد رسیده است. او همچنین برندهٔ دو مدال طلا (۱۹۹۵، ۱۹۹۸) و یک برنز (۱۹۹۳) از مسابقات قهرمانی کشتی جهان و دو مدال طلای بازی‌های آسیایی (۱۹۹۴، ۱۹۹۸) است.
سیم کوون-هو به دلیل سبک مبارزه فنی و سرعت بالای خود در کشتی، به غول کوچک معروف بود. کسب سه مدال طلا (۱۹۹۵، ۱۹۹۶، ۱۹۹۹) و یک نقره (۱۹۹۳) از مسابقات قهرمانی کشتی آسیا از دیگر افتخارات او است. کوون-هوو پس از قهرمانی در المپیک ۲۰۰۰ سیدنی از میادین کشتی خداحافظی کرد.